# Bliska Struga
Bliska Struga – struga, lewy dopływ Dębnicy o długości 10,81 km i powierzchni zlewni 17,85 km².
Struga płynie w województwie zachodniopomorskim, w powiecie świdwińskim. Wypływa w lesie koło miejscowości Kocury w gminie Połczyn-Zdrój.
Nazwę Bliska Struga wprowadzono urzędowo w 1948 roku, zastępując poprzednią niemiecką nazwę strugi – Holz Bach.